# Investitionslenkung
Investitionslenkung, polemisch selten: Investitionskontrolle, bezeichnet alle staatliche Maßnahmen zur Beeinflussung unternehmerischer Investitionsentscheidungen.

## Formen der Investitionslenkung
In überwiegend marktwirtschaftlich orientierten Gesellschaft kann Investitionslenkung indirekt erfolgen, z. B. über steuerliche Anreize für bestimmte Investitionen, staatliche Zuschüsse oder die Verbesserung von Abschreibungsmöglichkeiten. Direkte Investitionslenkung geschieht durch Verbot oder Gebot bestimmter Investitionen. Deutschsprachige Kritiker und Fürsprecher einer minimal ausgeprägten Investitionslenkung sind etwa Herbert Ehrenberg und Otto Schlecht.
Eine Investitionslenkung mittels einer „gesellschaftspolitisch orientierten Entwicklungsplanung (Nationalbudget) und auf der Basis neuer Institutionen“ besteht dagegen aus demokratisch kontrollierten, öffentlichten Einrichtungen, stärker in die Zielsetzung und Rahmenbedingungen weiterhin marktwirtschaftlich organisierter Branchen eingreifen und diese untereinander abstimmen können. Prominente Befürworter des Ansatzes sind etwa Karl Georg Zinn, Norbert Wieczorek und Werner Meißner.
Darüber hinaus gehende Ansätze der Investitionslenkung und Wirtschaftsplanung beabsichtigten selbiges Vorgehen bei „gleichzeitiger Sozialisierung von Großkonzernen in Schlüsselindustrien sowie der Banken“. In Westeuropa verfolgten den Ansatz etwa die französische Volksfront-Regierung, sowie die britische Labour Party und deutsche Jusos Anfang der 1970er.

## Gegenwart
In Deutschland wird Investitionslenkung derzeit vor allem auf indirektem Weg betrieben. Angesichts von Debatten um einen möglichen Ressourcenkollaps und der andauernder Übernutzung findet Investitionslenkung gegenwärtig „zentraler Ansatzpunkt beim Umbau der Produktions- und Lebensweise“ etwa in Teilen der wachstumskritischen Bewegung um Tim Jackson und Matthias Schmelzer erneuten Anklang.

### Monographien
- Otmar Issing: Investitionslenkung in der Marktwirtschaft? Vandenhoeck & Ruprecht, 1975, ISBN 3-525-33392-7.
- Werner Meißner: Investitionslenkung. Überwindung oder Ergänzung der Marktwirtschaft. Athenaeum Verlag, Bodenheim 1974, ISBN 376105016X.

Sowie weitere in:
- Gerhard Leminsky: Neuere ausgewählte Literatur zur Planung und Investitionslenkung. In: Gewerkschaftliche Monatshefte. Nr. 12, 1973, S. 789/790 (bpb.de).

### Einzelbeiträge
- Horst Hinz: Investitionslenkung zwischen Marx und Markt. In: Gewerkschaftliche Monatshefte. Nr. 12, 1973, S. 729–735 (fes.de [PDF]).
- Manfred Krüper: Wirtschaftsplanung und Investitionslenkung. Zur ordnungspolitischen Diskussion in der Bundesrepublik Deutschland. In: Aus Politik und Zeitgeschichte. Nr. 31, 2. August 1975 (bpb.de).
- Gerhard Leminsky: Gewerkschaften und Planung. In: Gewerkschaftliche Monatshefte. Nr. 12, 1973, S. 758–765 (fes.de [PDF]).
- Albert Schunk: Vergesellschaftung und Investitionslenkung als Alternativen. In: Gewerkschaftliche Monatshefte. Nr. 12, 1973, S. 743–752 (fes.de [PDF]).
- Ulrich Steger: Konsequenzen einer Investitionslenkung für die Gewerkschaften. Ein Diskussionsbeitrag. In: Gewerkschaftliche Monatshefte. Nr. 12, 1973, S. 766–771 (fes.de [PDF]).

### Sammelbände
- Wolfgang Roth (Hrsg.): Investitionslenkung. Ergebnisse einer Diskussion zwischen jungen Unternehmern und Sozialdemokraten zum Problem von Markt und Lenkung. Rowohlt, Reinbek 1976, ISBN 3-499-14000-4.
- Thilo Sarrazin (Hrsg.): Investitionslenkung: „Spielwiese“ oder „vorausschauende Industriepolitik?“ Bonn-Bad Godesberg 1976, ISBN 3-87831-216-4.